# Aboncourt-sur-Seille
Aboncourt-sur-Seille là một xã trong vùng Grand Est, thuộc tỉnh Moselle, quận Château-Salins, tổng Château-Salins. Tọa độ địa lý của xã là 48° 49' vĩ độ bắc, 06° 20' kinh độ đông. Aboncourt-sur-Seille nằm trên độ cao trung bình là 290 mét trên mực nước biển, có điểm thấp nhất là 195 mét và điểm cao nhất là 312 mét. Xã có diện tích 3,63 km², dân số vào thời điểm 1999 là 64 người; mật độ dân số là 17 người/km².

## Thông tin nhân khẩu
| 1962 | 1968 | 1975 | 1982 | 1990 | 1999 |
| ---- | ---- | ---- | ---- | ---- | ---- |
| 45   | 53   | 54   | 66   | 55   | 64   |